# Venuto al mondo
Venuto al mondo (No Brasil e em Portugal, Prova de Redenção) é um filme italiano de 2012 de género drama. Venuto al mondo foi dirigido por Sergio Castellitto.

## Sinopse
Em Sarajevo, durante a guerra, Diego (Emile Hirsch) e Gemma (Penélope Cruz) foram um casal amoroso, mas a infertilidade dela começa a abalar o casal. Gemma Penélope Cruz, encontra uma criança que cria como se fosse a sua filha, e acaba se afastando do marido. Anos mais tarde, quando Diego (Emile Hirsch) já morreu em confronto, ela leva o filho de volta à terra onde morava, para ver uma exposição em memória das vítimas da guerra.

## Elenco
- Penélope Cruz como Gemma
- Emile Hirsch como Diego
- Saadet Aksoy como Aska
- Mira Furlan
- Jane Birkin
- Sergio Castellitto como Giuliano
- Branko Djuric como Doctor
- Adnan Haskovic como Gojko
- Isabelle Adriani como Giornalista

1. ↑  «Venuto al mondo (2012)». Consultado em 11 de novembro de 2012